# サムエル・サイス
サムエル・サイス・アロンソ（Samuel Sáiz Alonso、1991年1月22日 - ）は、スペイン・マドリード出身のサッカー選手。エユプスポル所属。ポジションはMF。

## 経歴
マドリード出身でレアル・マドリードの下部組織で育つ。2008-09シーズンにBチームデビューを果たすも、トップチーム昇格には至らず、2011-12シーズン開幕前にUDメリリャへ移籍した。同シーズンの後半戦はヘタフェCFのBチームへレンタル移籍し、Bチームの活躍が認められて2012年4月1日、アトレティコ・マドリードとの試合でプリメーラ・ディビシオンデビューを飾った。
2015年8月5日、SDウエスカに期限付き移籍。2016年3月には契約を2018年6月まで延長した。
2017年7月10日、フットボールリーグ・チャンピオンシップのリーズ・ユナイテッドAFCに移籍した。契約期間は4年。
2019年7月18日、ジローナFCに移籍した.。
2023年、スィヴァススポルに移籍した。